# Того на летних Олимпийских играх 2000
Того принимала участие в Летних Олимпийских играх 2000 года в Сиднее (Австралия) в шестой раз за свою историю, но не завоевала ни одной медали. Сборную страны представляла 1 женщина.

## Результаты соревнований

### Дзюдо
Спортсменов — 1
Соревнования по дзюдо проводились по системе на выбывание. В утешительные раунды попадали спортсмены, проигравшие полуфиналистам турнира. Два спортсмена, одержавших победу в утешительном раунде, в поединке за бронзу сражались с проигравшими в полуфинале.
Мужчины
| Соревнование | Спортсмены     | Первый раунд       | Второй раунд                       | 1/8 финала           | Четвертьфинал        | Полуфинал            | Финал                | Место |
| Соревнование | Спортсмены     | Соперник Результат | Соперник Результат                 | Соперник Результат   | Соперник Результат   | Соперник Результат   | Соперник Результат   | Место |
| ------------ | -------------- | ------------------ | ---------------------------------- | -------------------- | -------------------- | -------------------- | -------------------- | ----- |
| до 73 кг     | Кунами Денанио | Не участвовал      | Нуреддин Ягуби (ALG) П 0000 — 0210 | Завершил выступление | Завершил выступление | Завершил выступление | Завершил выступление | —     |